# Jarrett De Vriendt
Jarrett De Vriendt (3 maart 1986) is een Belgisch voormalig korfballer.

## Levensloop
De Vriendt begon zijn korfbalcarrière op 11- à 12-jarige leeftijd bij Boeckenberg. Later maakte hij de overstap naar Borgerhout KC, keerde terug naar Boeckenberg en sloot vervolgens aan bij fusieclub Borgerhout/Groen-Wit.
Daarnaast maakte hij deel uit van het Belgisch nationaal team, waarmee hij onder meer zilver won op het wereldkampioenschap van 2007.
Tevens was hij actief als base- en softballer bij de Deurne Spantans en als voetballer bij AC De Heide.